# Chrysis westerlundi
Chrysis westerlundi  (лат.) — вид ос-блестянок рода Chrysis из подсемейства Chrysidinae.

## Распространение
Западная Палеарктика: Европа (Россия и Финляндия).

## Описание
Клептопаразиты ос. Период лёта: июнь — август.
Длина — 7—9 мм. Ярко-окрашенные металлически блестящие осы. Грудь и голова тёмно-синие,  брюшко красное. Тело узкое, вытянутое.